# ビリー・ザ・キッド、真実の生涯
『ビリー・ザ・キッド、真実の生涯』（ビリー・ザ・キッド、しんじつのしょうがい、英語: The Authentic Life of Billy, the Kid）は、アメリカ合衆国ニューメキシコ州リンカーン郡の保安官パット・ギャレットが、ゴーストライターのマーシャル・アッシュマン・アップソンの協力を得て執筆した目撃談による伝記である。1881年の夏、ニューメキシコ州の寒村で、ギャレットはビリー・ザ・キッドとして知られる著名なアウトローのウィリアム・H・ボニー（William H. Bonney)を射殺した。最初の版元は1882年の刊行以来、この本を広く頒布することができなかったため、ギャレットの生前にはわずかな部数が売れたにすぎなかった。1954年に5番目の出版社が出版権を購入した頃には、本書はキッドの短い生涯を研究する歴史家にとって主たる典拠となっていた。この第5の版は、アメリカとヨーロッパの図書館に売り込まれて頒布されたことで、1965年に6刷、1976年までに10刷にまで至った。ギャレット保安官がキッドを射殺してから約30年間は、彼の目撃談は事実とみなされてきた。しかし、歴史家は、キッドに関する他の文献により、数多くの脚色と矛盾をすでに発見している。
序文には、ダイム・ノベルや新聞で間違って伝えられているビリーの姿を正さなければならないという決意が述べられている。『ビリー・ザ・キッド、真実の生涯』は序文と全26章、そして、補遺から構成される。